# Vad säger du, Tomas?
Vad säger du, Tomas? är en svensk TV-film från 1971 i regi av Lars Forsberg.

### Fotnoter
1. ↑  ”Vad säger du, Tomas?”. Svensk Filmdatabas. http://www.sfi.se/sv/svensk-filmdatabas/Item/?itemid=36041&type=MOVIE&iv=Basic&ref=/templates/SwedishFilmSearchResult.aspx?id%3d1225%26epslanguage%3dsv%26searchword%3dvad+s%C3%A4ger+du,+tomas?%26type%3dMovieTitle%26match%3dBegin%26page%3d1%26prom%3dFalse. Läst 19 augusti 2012.